# Abronia campbelli
Abronia campbelli е вид влечуго от семейство Слепоци (Anguidae). Видът е критично застрашен от изчезване.

## Разпространение
Разпространен е в Гватемала.